# 체인즐링 (희곡)

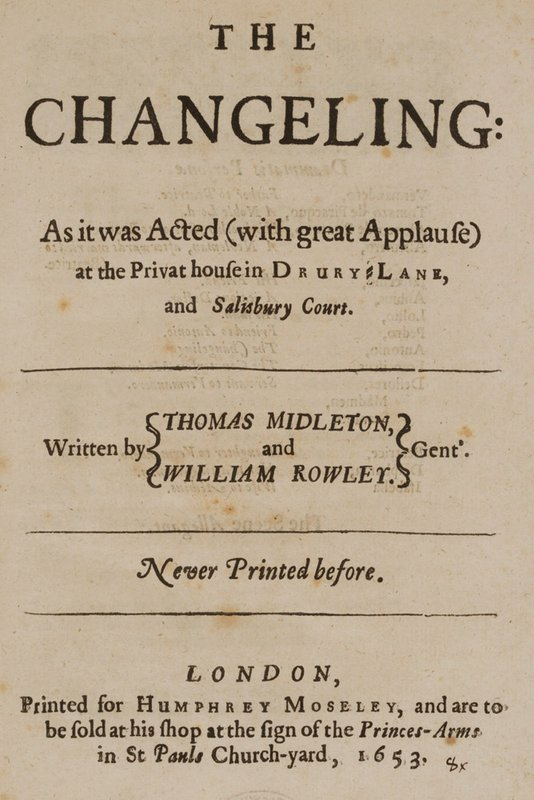

체인즐링(The Changeling)은 토머스 미들턴과 윌리엄 롤리가 지은 비극이다. ‘체인즐링’은 요정이 부모 몰라 아이를 바꿔치기 한다는 아일랜드 민간 설화에서 유래한 말이다. 귀족 처녀 베아트리스의 믿기 힘든 타락은 마치 요정이 아무도 모르게 그녀를 악마로 바꿔친 게 아닐까 하는 의심을 불러일으킨다. 영국 르네상스 시대의 극작가 토머스 미들턴과 윌리엄 롤리는 오랜 민담에 빗대 당대 귀족들의 위선과 타락상을 고발하고 있다.
작자 토머스 미들턴과 윌리엄 롤리는 불륜, 살인, 욕정, 쾌락을 소재로 한 자극적인 치정극 안에 신분과 계급을 뒤집는 진보적인 정치적 견해를 은밀히 내비치고 있다. 귀한 신분으로 태어난 누구라도 도덕적이고 이성적인 삶의 태도를 잃는다면 천한 인간으로 떨어질 수 있음을 보인 것이다. 외부의 어떤 공격에도 끄떡없을 것 같은 성을 배경으로 성의 주인인 귀족 가문이 성 안의 비밀스런 음모에 의해 타락해 가는 모습은 허위에 찬 귀족 사회에 대한 폭로이며, 그 타락상에 대한 고발이다. 귀족 신분의 인물들을 고전 비극에서처럼 영웅적으로 묘사하지 않고 추악하고 위선적으로 그린 것에서도 그런 의도가 엿보인다. 이런 과격한 설정과 전개는 당시보다 오히려 현대의 독자와 관객에게 ‘마치 어제 술집에서 들은 이야기’ 같은 친숙함으로 호응을 얻고 있다.

## 줄거리
베아트리스는 알세메로에게 운명적인 사랑을 느낀다. 약혼자 알론조와 알세메로 사이에서 갈등하던 베아트리스는 아버지의 하수인 드플로레스에게 알세메로와 맺어질 수 있게 해 달라고 부탁한다. 오랫동안 베아트리스를 흠모해 온 드플로레스는 이를 기회 삼아 베아트리스를 차지할 계략을 꾸민다. 드플로레스가 친 덫에 걸려 베아트리스는 끝없이 타락해 간다. 결국 순결하고 고귀했던 베아트리스의 육체와 영혼은 모두가 경악할 악의 화신으로 뒤바뀌게 된다. 마치 요청이 바꿔치기한 아이처럼 말이다.
드플로레스는 베아트리스의 육체와 영혼을 저당 잡고 그녀를 악의 구렁텅이로 몰아넣는다. 오직 베아트리스에 대한 욕정만이 삶의 이유인 듯, 그녀를 차지하기 위해 물불을 가리지 않는다. 그리고 마침내 목적을 이룬 다음부터는 인간으로서 살아갈 의미를 잃은 것처럼 악으로 폭주한다. 드플로레스틑 ≪파우스트≫의 메피스토펠레스처럼 베아트리스 위에 군림하면서, ≪오셀로≫의 이아고처럼 약간의 주저함도, 망설임도 없이 악행을 일삼고, 질투에 눈멀어 연인을 죽음으로 내몬 오셀로처럼 베아트리스를 나락으로 이끈다. 그리고 그 모든 악행의 끝에는 당연하게도 자비 없는 끔찍한 말로가 예고되어 있다.